# Kazuma Watanabe (calciatore)
Kazuma Watanabe (渡邉 千真?, Watanabe Kazuma; Kunimi, 10 agosto 1986) è un calciatore giapponese, attaccante dello Shibuya City.

## Biografia
È il fratello minore del calciatore Daigō Watanabe.

## Carriera
Il 7 ottobre 2020, realizza una doppietta nel 2-1 esterno al Sagan Tosu che gli permette di raggiungere il traguardo dei 100 gol in J1 League.

## Palmarès

### Individuale
- Miglior giovane della J.League: 1

2009
- Capocannoniere della Coppa J. League: 1

2015: (7 gol)